# Xavi
Xavier Hernández i Creus, meglio noto come Xavi (IPA: [ˈʃaβi]; Terrassa, 25 gennaio 1980), è un allenatore di calcio ed ex calciatore spagnolo, di ruolo centrocampista.
Considerato uno dei centrocampisti più forti di sempre, rientra nella ristretta cerchia dei calciatori con almeno 1000 presenze in carriera. A livello individuale è stato nominato migliore giocatore del campionato europeo nel 2008 e si è piazzato per tre volte consecutive al terzo posto nella classifica del Pallone d'oro (2009, 2010 e 2011). È stato inserito dalla rivista francese France Football nel Dream Team del Pallone d'oro, come migliore centrocampista difensivo di sempre insieme a Lothar Matthäus. È stato nominato quattro volte miglior regista dell'anno secondo l'IFFHS (dal 2008 al 2011).
Ha legato il proprio nome a quello del Barcellona, club di cui ha fatto parte per quasi tutta la propria carriera in campo e con cui ha vinto otto campionati spagnoli, sei Supercoppe spagnole, tre Coppe del Re, quattro UEFA Champions League, due Supercoppe UEFA e due Coppe del mondo per club FIFA. Con il club catalano detiene inoltre il record di presenze nelle coppe europee (173). Dal 2015 al 2019 ha giocato invece nell'Al-Sadd, compagine qatariota con cui ha vinto altri quattro titoli.
Con la nazionale spagnola ha partecipato a quattro campionati mondiali (2002, 2006, 2010 e 2014), tre campionati europei (2004, 2008 e 2012) e due Confederations Cup (2009 e 2013), vincendo i campionati europei del 2008 e 2012 e il campionato mondiale del 2010.
Terminata la carriera da giocatore, ha intrapreso quella di allenatore con l'Al-Sadd, dove in due anni vince una Coppa dello Sceicco Jassem (2019), una Coppa delle Stelle del Qatar (2019-2020), due Coppe di Qatar (2019, 2020), due Coppe dell'Emiro del Qatar (2020, 2021) e un campionato qatariota (2020-2021). Dal 2021 al 2024 siede sulla panchina del Barcellona, con cui ha vinto una Supercoppa spagnola (2023) e un campionato spagnolo (2022-2023).

## Biografia
(Xavi sull'apprendimento dell'etica del Barcellona, durante la sua permanenza nel settore giovanile La Masia)
Xavier Hernández i Creus è nato il 25 gennaio 1980 nella Clínica del Remeia, a Terrassa, nella provincia di Barcellona, in Catalogna. Quarto figlio di Joaquín Hernández e Maria Mercè i Creus, ha una sorella e due fratelli: Ariadna, Oscar e Alex. Sua madre è catalana, mentre il padre, originario di Almería, lasciò l'Andalusia per stabilirsi definitivamente in Catalogna; come il figlio, giocò a calcio nel club della città di Sabadell (curiosamente lo stesso comune nativo di Sergio Busquets, compagno di Xavi tra il 2008 e il 2015), all'epoca militante nella terza divisione spagnola. Spinto dal padre ad intraprendere un percorso calcistico, nel 1990, all'età di dieci anni, Xavi iniziò a praticare calcio in un club locale, chiedendo all'allenatore di essere impiegato a centrocampo, sorprendendo proprio quest'ultimo.
Sebbene fosse inizialmente ispirato dal connazionale Pep Guardiola, da bambino Xavi ha guardato molto calcio inglese, ammirando centrocampisti quali John Barnes, Paul Gascoigne e Matt Le Tessier.
Da luglio 2013 Xavi è sposato con la giornalista Nuria Cunillera, dalla quale ha avuto due figli: Asia, nata nel 2016, e Dan, nato nel 2018.

## Caratteristiche tecniche
(Xavi sul suo stile di gioco)

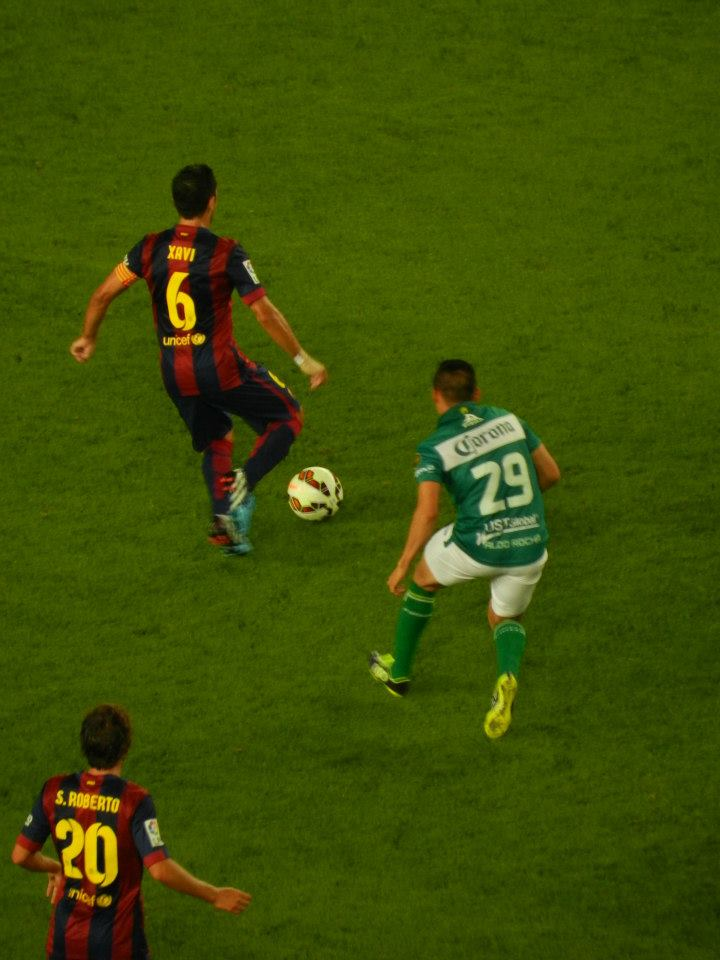
Xavi in azione con il Barcellona: una delle sue caratteristiche giocate era la pelopina, una mezza giravolta eseguita su sé stesso.

Ricopriva la posizione di regista di centrocampo: grazie alla notevole visione di gioco, alla precisione nei passaggi, all'abilità nel palleggio in spazi stretti, alla capacità di eseguire finte di corpo per anticipare i tentativi degli avversari di sottrargli il pallone, nonché all'abilità nel fornire assist ai compagni, era considerato tra i più forti centrocampisti di sempre.
Inseparabile dal suo amico Iniesta, come lui, è un giocatore molto tecnico con una piccola struttura fisica, per questo capace di dettare il ritmo delle partite sia del Barcellona che della nazionale spagnola. Xavi brilla inoltre per la sua qualità di passaggi profondi e per il suo tempismo perfetto che gli hanno permesso di essere il miglior assistman della Liga per due volte (20 assist nel 2009, 14 nel 2010); durante una gara con la nazionale contro la Colombia, Xavi ha conseguito una prestazione senza precedenti, eseguendo correttamente tutti i suoi 76 passaggi.

## Carriera

### Giocatore

#### Club

##### Gli inizi, Barcellona B
Xavi si è formato a La Masia, il centro di allenamento dell'FC Barcelona, il club in cui ha esordito nell'estate del 1991 all'età di undici anni. Gioca in tutte le categorie inferiori del club, dall'Alevin alla squadra C. Poi è arrivato nella squadra di riserva nel 1997 e ha permesso all'FC Barcelona B di vincere la Segunda División B e ottenere la promozione in Segunda División (39 partite e 3 gol).
Entra nel settore giovanile del Barcellona all'età di 11 anni. Dal 1997 al 1999 gioca nel Barcellona B.

##### Barcellona

###### 1998-2008

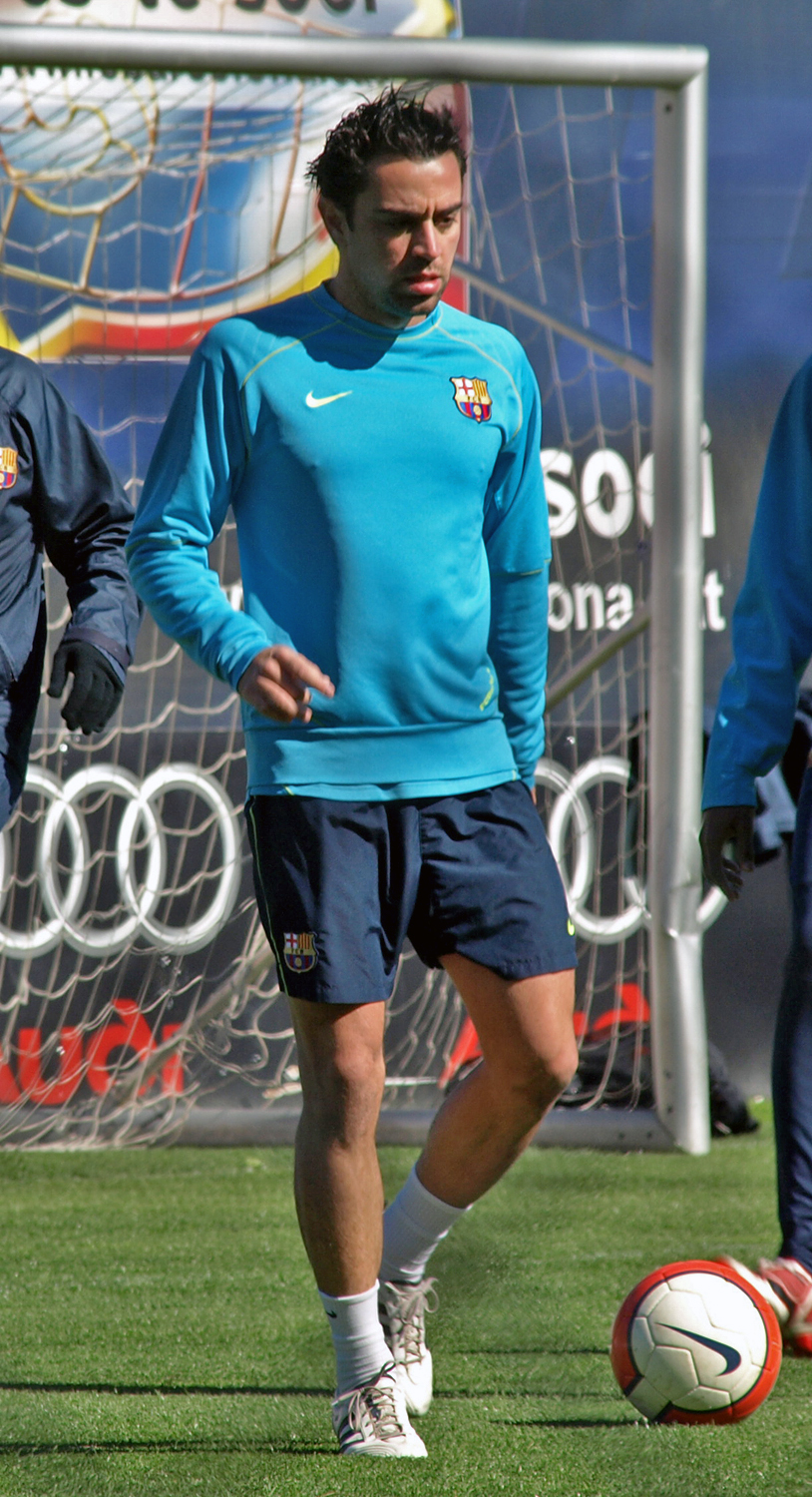
Xavi in allenamento con il Barcellona nel 2008.

Il 18 agosto 1998 esordisce con la prima squadra, nell'andata di Supercoppa spagnola contro il Maiorca; nella stessa partita segna anche il suo primo gol con i catalani. In quella stagione il Barcellona vince il campionato e Xavi colleziona 17 gettoni segnando un gol determinante contro il Real Valladolid. Ben presto riesce a competere per un posto da titolare con centrocampisti più quotati di lui, tra cui Sergi e Pep Guardiola, suo futuro allenatore qualche anno dopo. Sempre più spesso parte titolare e nella stagione 2001-2002 gioca 14 partite nel percorso fino alle semifinali di UEFA Champions League, in cui il Barcellona viene eliminato dal Real Madrid che poi sarebbe andato a vincere il torneo.
Nella stagione 2002-2003, divenuto titolare fisso in squadra, sotto la guida tecnica di tre allenatori alternatisi conclude il campionato al sesto posto, con la conseguente mancata qualificazione alla Champions League e l'esonero dell'allenatore Radomir Antić. In Champions League si fa strada fino ai quarti di finale dove la sua squadra viene eliminata ai quarti di finale dalla Juventus.
Nella stagione successiva, ancora una volta e nonostante il nuovo allenatore Frank Rijkaard, il Barcellona non vince la Liga. Nell'aprile del 2004, nel finale di partita, segna il gol vincente che interrompe il digiuno di vittorie del Barcellona sul Real Madrid in campionato al Bernabéu che durava dal 1998. La formazione catalana giunge, poi, seconda in campionato, alle spalle del Valencia. Ancora una volta Xavi è protagonista in Spagna e in Europa. Salta solo due gare nel campionato 2004-2005 vinto dal Barcellona e segna tre gol, inclusa la rete con cui il Barça batte l'Albacete l'11 dicembre 2004. In Champions League il Barcellona viene eliminato agli ottavi dal Chelsea: nonostante la vittoria per 2-1 al Camp Nou, la squadra di Mourinho si impone per 4-2 a Stamford Bridge, nonostante una rete di pregevole fattura di Ronaldinho. Nel giugno 2005 prolunga il suo contratto di tre anni, portando la scadenza al 2010.
La stagione 2005-2006 parte bene con la vittoria nella Supercoppa di Spagna contro il Betis, ma nel dicembre del 2005 subisce un grave infortunio in allenamento, rompendosi i legamenti del ginocchio destro. Resta fuori per quattro mesi, fino al ritorno in campo avvenuto il 29 aprile 2006, proprio nella partita in cui il Barça può celebrare la vittoria del campionato 2005-2006. Pochi giorni dopo la squadra vince la sua seconda Champions League trionfando a Parigi sull'Arsenal con il risultato di 2-1: Xavi era però rimasto in panchina non essendosi ancora del tutto ristabilito.
Fatta eccezione per l'iniziale vittoria della Supercoppa di Spagna nel derby contro l'Espanyol, la stagione successiva al doblete risulta avara di successi per lui, come per tutto il Barcellona, eliminato negli ottavi di Champions League dal Liverpool e secondo in campionato dopo un testa a testa con il Real Madrid.
Anche nella stagione 2007-2008 il Real Madrid si impone in campionato e il Barcellona è eliminato dalla Champions League in semifinale dal Manchester Utd, quindi per lui questa è la prima stagione dal 2004 in assoluto priva di trionfi con il club. Il Barça arriva terzo, dietro a un sorprendente Villarreal.

###### 2008-2015

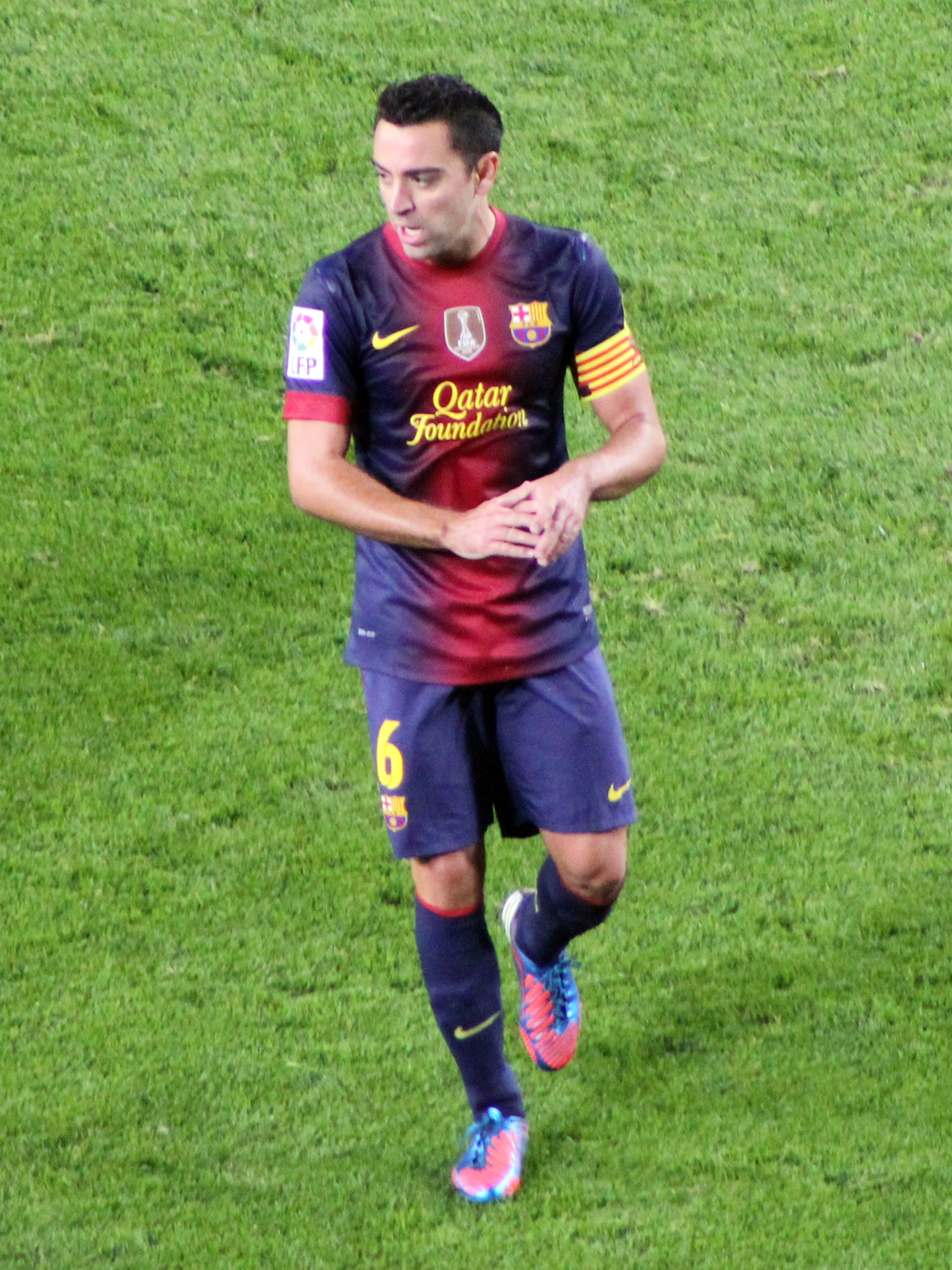
Xavi al Barcellona nella stagione 2012-2013.

La stagione successiva è segnata inizialmente dall'arrivo sulla panchina blaugrana del suo ex compagno di squadra Pep Guardiola. Anche grazie alle doti di regista di Xavi e alla sua precisione nei passaggi (mette a segno ben 33 assist vincenti), nella stagione 2008-2009 il Barcellona realizza il triplete, con la vittoria di campionato, Coppa del Re e Champions League. Lo stesso Xavi viene nominato dalla UEFA "migliore in campo" della finale di Champions League che può finalmente giocare dopo quella persa per infortunio tre anni prima.
Nella stagione 2009-2010 conquista la Supercoppa UEFA 2009, la Supercoppa di Spagna e la Coppa del mondo per club; in particolare a dicembre viene eletto dalla FIFA terzo miglior giocatore del Mondiale per club. Nello stesso mese si classifica al terzo posto per il premio del Pallone d'oro. Nel maggio 2010, con la vittoria per 4-0 sul Valladolid, vince per la quinta volta il campionato spagnolo. In agosto si aggiudica la sua quarta Supercoppa nazionale. Il 29 novembre 2010 segna, su assist di Andrés Iniesta il gol che sblocca il Clásico contro il Real Madrid, partita poi terminata con la cosiddetta manita, ovvero la vittoria per 5-0 della formazione catalana su quella madrilena. Il 5 gennaio 2011, disputando la gara di Coppa del Re contro l'Athletic Bilbao, diventa, con 550 partite all'attivo, il calciatore che più volte ha vestito la maglia del Barcellona in competizioni ufficiali, superando il precedente record di Migueli. L'11 maggio 2011 si aggiudica, grazie al pareggio contro il Levante la sua sesta Liga Spagnola. Il 28 maggio 2011, contro il Manchester Utd, conquista la terza Champions League della sua carriera, la quarta della storia del Barça.
La stagione 2011-2012 comincia con la vittoria della Supercoppa di Spagna contro il Real Madrid (2-2 al Bernabéu e 3-2 al Camp Nou) e della Supercoppa UEFA contro il Porto (2-0). Con questi due successi, diventa il giocatore più vincente della storia blaugrana superando, con 18 trofei conquistati, il precedente record di Guillermo Amor. Il 10 dicembre 2011, in occasione della sua presenza numero 600 con la maglia blaugrana, segna ne El Clásico contro il Real Madrid il gol del 2-1, partita che terminerà con il risultato di 3-1 per il Barcellona. Poi successivamente vincerà il Mondiale per club 4-0 contro il Santos segnando il 2-0. Il 15 gennaio durante la sua presenza numero 400 nella Liga con la maglia del Barcellona nella partita disputata contro il Betis, sigla la rete che permette ai catalani di sboccare il risultato, la partita finisce 4-2 per il Barcellona. L'8 febbraio 2012 sigla il secondo gol nella semifinale di Coppa del Re 2011-2012 vinta per 2-0 contro il Valencia e permette al Barcellona di qualificarsi per la finale di Coppa del Re 2011-2012 al Vicente Calderón contro l'Athletic Bilbao.
Il 18 dicembre 2012 rinnova il suo contratto col Barcellona fino al 2016 con una clausola rescissoria pari a 80 milioni di euro. Il 12 maggio 2013 conquista il 21º titolo con il Barcellona aggiudicandosi la Liga grazie al pareggio del Real Madrid. In questa stagione dimostra un lieve cedimento nella qualità delle prestazioni.
Comincia la stagione 2013-2014 vincendo la sua sesta Supercoppa spagnola nel doppio confronto con l'Atlético Madrid. Il 16 gennaio, nella partita di ritorno degli ottavi di finale della Coppa del Re 2013-2014, raggiunge il traguardo delle 700 partite in maglia blaugrana.
Il 17 maggio 2015, grazie alla vittoria esterna contro l'Atlético Madrid, conquista il suo ottavo campionato spagnolo con i colori blaugrana. Il 30 maggio vince la sua terza Coppa del Re, grazie al 3-1 contro l'Athletic Bilbao. Il 6 giugno gioca la sua ultima partita con la maglia blaugrana, conquistando la sua quarta Champions League grazie alla vittoria 3-1 in finale sulla Juventus e alzando la coppa con la fascia di capitano al braccio. Lascia così il Barcellona dopo 17 stagioni, 767 partite disputate, 85 gol segnati e 25 titoli vinti rimanendo peraltro al momento il terzo calciatore con in assoluto più presenze in Champions League (157), nelle coppe calcistiche europee (173) e nel Clásico (42) e il blaugrana con il maggior numero di Champions League vinte (4, al pari di Andrés Iniesta e Lionel Messi), con più presenze nella Liga (505) e nelle competizioni ufficiali (767).

##### Al-Sadd

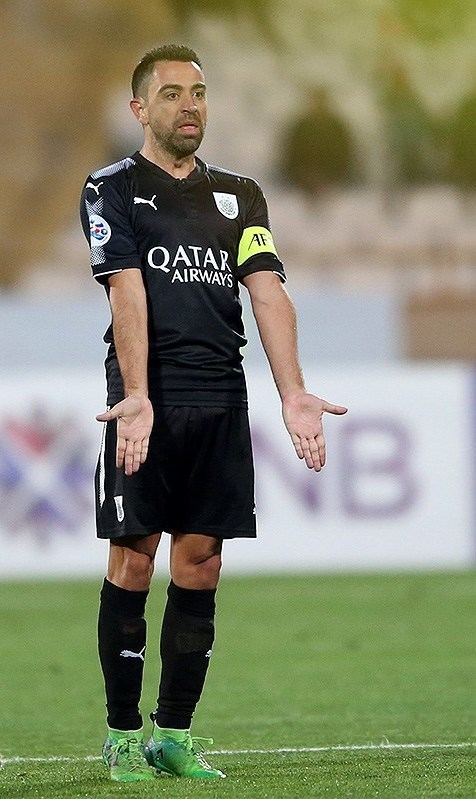
Xavi con la maglia dell'Al-Sadd nel 2018.

Il 21 maggio 2015 comunica, durante una conferenza stampa, la volontà di lasciare il Barcellona dopo 24 anni, nonostante avesse ancora un anno di contratto e la società gli avesse offerto un rinnovo fino al 2018. Sceglie di giocare per l'Al-Sadd, con il quale firma un contratto biennale con opzione di rinnovo per un terzo anno. Oltre a ricoprire il ruolo di giocatore, raggiunge l'accordo con la federazione qatariota per fare da ambasciatore in vista dei mondiali del 2022, che si svolgeranno in Qatar, e per studiare da allenatore presso la Aspire Academy.
Debutta con la nuova maglia il 13 settembre, nella prima giornata di campionato, vincendo per 4-0 contro l'Al-Mesaimeer e servendo su calcio di punizione l'assist per il momentaneo 1-0. Il 17 settembre, nella partita successiva pareggiata per 2-2 con l'Umm-Salal, segna il suo primo gol nell'emirato. Con la maglia dell'Al-Sadd, in quattro anni, vince complessivamente quattro titoli: la Coppa dell'Emiro del Qatar, la Coppa di Qatar, la Coppa dello Sceicco Jassem e il campionato qatariota.
Nel marzo 2019 viene scelto come ambasciatore del campionato europeo 2020. Il successivo 2 maggio annuncia il ritiro dal calcio giocato, all'età di 39 anni, dopo aver giocato 1133 partite tra club e nazionale, decidendo di intraprendere la carriera da allenatore.

#### Nazionale

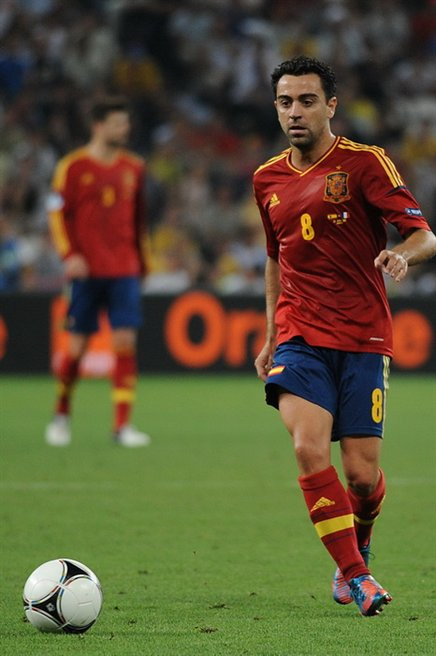
Xavi con la nazionale spagnola al campionato europeo 2012.

Con la nazionale spagnola Under-20 si impone al mondiale di categoria del 1999. Nel 2000, con la selezione olimpica, si aggiudica la medaglia d'argento ai Giochi olimpici di Sydney, perdendo contro il Camerun nella finale del torneo; il 15 novembre dello stesso anno esordisce in nazionale maggiore, nella gara persa per 2-1 con i Paesi Bassi.
Con la selezione maggiore prende parte al campionato del mondo 2002, durante il quale disputa tre partite. Nella partita dei quarti di finale contro la Corea del Sud, conclusasi ai rigori con la vittoria dei coreani per 5-3, egli segna il rigore del momentaneo 3-3 spagnolo, spiazzando il portiere Lee Woon-jae. Viene inserito nella lista dei convocati al campionato d'Europa 2004, nel quale non scende mai sul terreno di gioco. Nel dicembre 2005 si infortuna gravemente al ginocchio: dopo aver messo a rischio la sua partecipazione al campionato del mondo 2006, riesce a recuperare e a tornare sui campi in aprile; prende quindi parte alla rassegna e disputa tutte le partite degli iberici, eliminati agli ottavi di finale dalla Francia.
Il 22 agosto 2007 veste per la prima volta la fascia di capitano della nazionale iberica, nell'amichevole vinta per 3-2 a Salonicco contro la Grecia.
Nel campionato d'Europa 2008 si laurea campione con la sua Spagna, vittoriosa in finale contro la Germania grazie a un gol di Torres su un suo assist. Xavi, che aveva anche segnato una rete nella semifinale contro la Russia, vinta 3-0 dagli iberici, viene nominato miglior giocatore del torneo e inserito, insieme a ben 8 connazionali, nella rosa ideale dei 23 migliori giocatori.
Nel 2009 prende parte alla Confederations Cup e con la Spagna si classifica al terzo posto. L'anno dopo si aggiudica il campionato del mondo 2010: Xavi disputa tutte le partite, compresa la finale contro i Paesi Bassi vinta per 1-0, e il suo nome viene inserito nell'elenco dei dieci migliori giocatori del torneo.
Viene inserito nella lista dei 23 convocati per disputare il campionato europeo del 2012 in Ucraina e Polonia. Gioca da titolare tutte e 6 le partite del torneo, stabilendo anche il record di passaggi riusciti nella storia della competizione (139) durante la partita con l'Irlanda, vinta per 4-0. Il 1º luglio 2012 sconfigge l'Italia nella finale della competizione, risultando decisivo con due assist: prima serve Jordi Alba, che sigla il 2-0, e in seguito serve il pallone del 3-0 a Fernando Torres (la partita terminerà con il risultato di 4-0 per le Furie rosse). Alla fine del torneo viene inserito nella lista dei 23 miglior giocatori della competizione.
Prende poi parte alla Confederations Cup 2013, nella quale la selezione spagnola viene sconfitta per 3-0 in finale dal Brasile. Convocato anche per il campionato del mondo 2014, scende in campo in una sola partita del torneo, chiuso dalla Spagna al primo turno. Il 5 agosto 2014 annuncia il proprio ritiro dalla nazionale.

### Allenatore

#### Al-Sadd

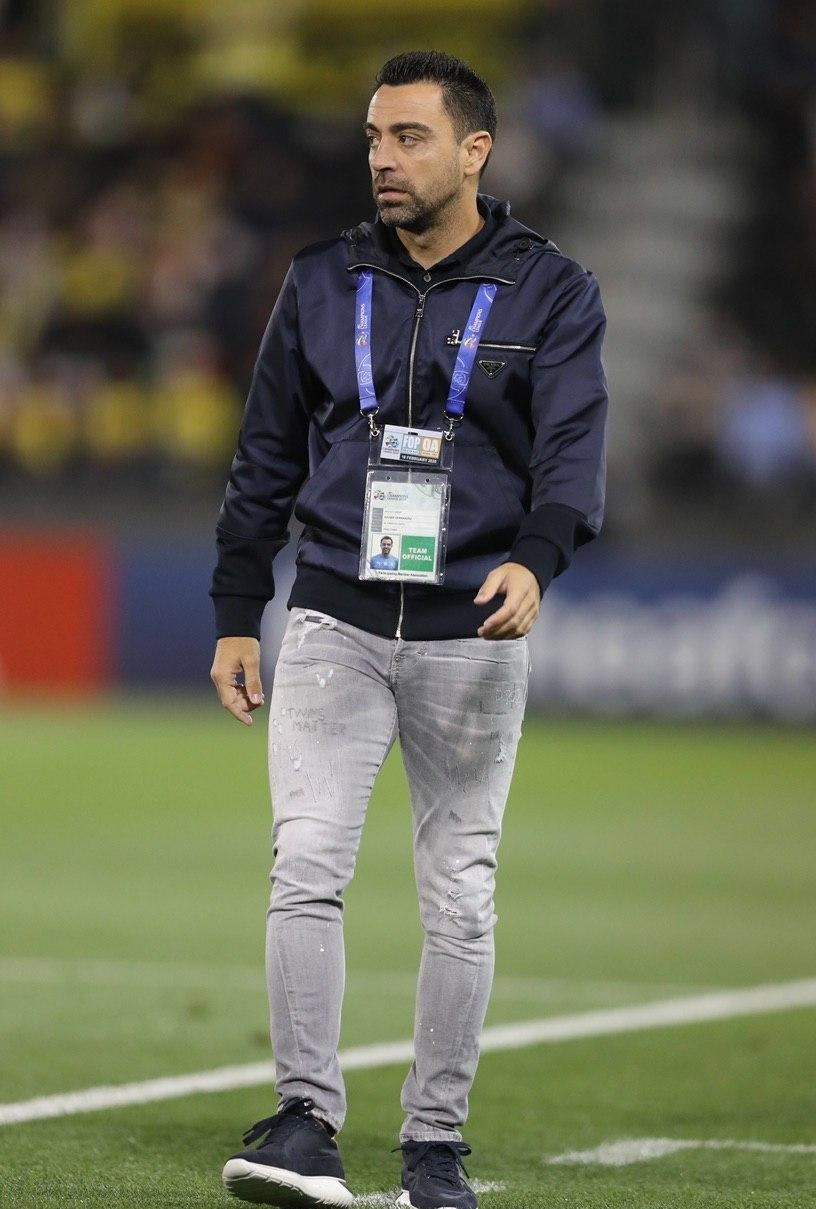
Xavi tecnico all'Al-Sadd durante una gara di AFC Champions League nel febbraio 2020.

Il 28 maggio 2019 viene ufficializzato come tecnico dell'Al-Sadd, club nel quale ha chiuso la carriera da calciatore. Il 17 agosto vince il suo primo trofeo da allenatore, battendo l'Al-Duhail per 1-0 nella finale della Coppa dello Sceicco Jassem. Nel 2020 si aggiudica tre titoli: la Coppa di Qatar, la Coppa delle Stelle del Qatar e la Coppa dell'Emiro del Qatar. In campionato arriva terzo.
L'annata 2020-2021 si conferma vittoriosa grazie ai successi nella Coppa di Qatar, nella Coppa dell'Emiro del Qatar e nel campionato, conquistato dal club per la quindicesima volta. Il 12 maggio 2021 rinnova il contratto con il club per altre due stagioni.
Inizia la terza stagione restando imbattuto nelle prime nove giornate di campionato.

#### Barcellona
Il 6 novembre 2021, dopo aver risolto il contratto con il club qatariota il giorno prima, viene annunciato il suo ritorno al Barcellona come allenatore, dove sostituisce l'esonerato Ronald Koeman, con un contratto fino al 2024. Il 20 novembre, al debutto sulla panchina Blaugrana, vince per 1-0 il derby contro l'Espanyol, match valido per la tredicesima giornata di campionato. Fa il suo esordio in Champions League il successivo 8 dicembre, in occasione della sconfitta per 3-0 ad opera del Bayern Monaco, che di fatto sancisce l'eliminazione della squadra catalana nella fase a gironi del torneo, per la prima volta dall'edizione 2000-2001. Il 12 gennaio 2022 viene eliminato in semifinale di Supercoppa spagnola da parte del Real Madrid, mentre la settimana seguente perde contro l'Athletic Bilbao negli ottavi di Coppa del Re. Da questo momento seguono quindici risultati utili consecutivi, di cui undici vittorie e quattro pareggi; di particolare importanza è la vittoria del Clásico in casa del Real Madrid per 4-0, durante la ventinovesima giornata di campionato. L'imbattibilità termina il 14 aprile 2022, con il Barcellona che viene eliminato per mano dell'Eintracht Francoforte (3-4 tra andata e ritorno) dalla UEFA Europa League. Conclude la prima stagione come allenatore del Barcellona con un secondo posto in campionato.
Il 15 gennaio 2023 vince la Supercoppa spagnola, grazie al risultato di 1-3 maturato in finale contro il Real Madrid. Il 14 maggio 2023 conquista il suo primo campionato spagnolo da allenatore, in seguito alla vittoria per 4-2 nel derby contro l'Espanyol. Sul fronte europeo, invece, la squadra catalana conferma un certo ridimensionamento, dopo la seconda eliminazione ai gironi in UEFA Champions League e all'eliminazione agli spareggi di Europa League per mano del Manchester United.
Il 27 gennaio 2024, a seguito della sconfitta interna contro il Villarreal (3-5) e dopo la sconfitta in Supercoppa contro il Real Madrid, annuncia la decisione di lasciare il club a fine stagione, tuttavia il 25 aprile 2024 ci ripensa dichiarando di voler rimanere anche per la stagione successiva. Conclusa la stagione senza alcun titolo in bacheca (in campionato arriva secondo, in Champions esce ai quarti contro il PSG e in Coppa di Spagna è eliminato dall’Athletic Bilbao sempre ai quarti), gli scenari cambiano nuovamente il 24 maggio 2024 quando viene esonerato a fine stagione e sostituito da Hans-Dieter Flick.

## Statistiche

### Presenze e reti nei club
| Stagione            | Squadra             | Campionato          | Campionato | Campionato | Coppe nazionali | Coppe nazionali | Coppe nazionali | Coppe continentali | Coppe continentali | Coppe continentali | Altre coppe | Altre coppe | Altre coppe | Totale | Totale |
| Stagione            | Squadra             | Comp                | Pres       | Reti       | Comp            | Pres            | Reti            | Comp               | Pres               | Reti               | Comp        | Pres        | Reti        | Pres   | Reti   |
| ------------------- | ------------------- | ------------------- | ---------- | ---------- | --------------- | --------------- | --------------- | ------------------ | ------------------ | ------------------ | ----------- | ----------- | ----------- | ------ | ------ |
| 1997-1998           | Barcellona B        | SDB                 | 33+6       | 2+0        | -               | -               | -               | -                  | -                  | -                  | -           | -           | -           | 39     | 2      |
| 1998-1999           | Barcellona B        | SD                  | 18         | 0          | -               | -               | -               | -                  | -                  | -                  | -           | -           | -           | 18     | 0      |
| 1999-2000           | Barcellona B        | SDB                 | 4          | 1          | -               | -               | -               | -                  | -                  | -                  | -           | -           | -           | 4      | 1      |
| Totale Barcellona B | Totale Barcellona B | Totale Barcellona B | 61         | 3          |                 | -               | -               |                    | -                  | -                  |             | -           | -           | 61     | 3      |
| 1998-1999           | Barcellona          | PD                  | 17         | 1          | CR              | 2               | 0               | UCL                | 6                  | 0                  | SS          | 1           | 1           | 26     | 2      |
| 1999-2000           | Barcellona          | PD                  | 24         | 0          | CR              | 4               | 1               | UCL                | 10                 | 1                  | -           | -           | -           | 38     | 2      |
| 2000-2001           | Barcellona          | PD                  | 20         | 2          | CR              | 7               | 0               | UCL+CU             | 3+6                | 0                  | -           | -           | -           | 36     | 2      |
| 2001-2002           | Barcellona          | PD                  | 35         | 4          | CR              | 1               | 0               | UCL                | 16                 | 0                  | -           | -           |             | 52     | 4      |
| 2002-2003           | Barcellona          | PD                  | 29         | 2          | CR              | 1               | 0               | UCL                | 14                 | 1                  | -           | -           | -           | 44     | 3      |
| 2003-2004           | Barcellona          | PD                  | 36         | 4          | CR              | 6               | 0               | CU                 | 7                  | 1                  | -           | -           | -           | 49     | 5      |
| 2004-2005           | Barcellona          | PD                  | 36         | 3          | CR              | 1               | 0               | UCL                | 8                  | 0                  | -           | -           | -           | 45     | 3      |
| 2005-2006           | Barcellona          | PD                  | 16         | 0          | CR              | 0               | 0               | UCL                | 4                  | 0                  | SS          | 2           | 0           | 22     | 0      |
| 2006-2007           | Barcellona          | PD                  | 35         | 3          | CR              | 7               | 2               | UCL                | 7                  | 0                  | SS+SU+Cmc   | 2+1+2       | 1+0+0       | 54     | 6      |
| 2007-2008           | Barcellona          | PD                  | 35         | 7          | CR              | 7               | 1               | UCL                | 12                 | 1                  | -           | -           | -           | 54     | 9      |
| 2008-2009           | Barcellona          | PD                  | 35         | 6          | CR              | 5               | 1               | UCL                | 14                 | 3                  | -           | -           | -           | 54     | 10     |
| 2009-2010           | Barcellona          | PD                  | 34         | 3          | CR              | 3               | 2               | UCL                | 11                 | 1                  | SS+SU+Cmc   | 2+1+2       | 1+0+0       | 53     | 7      |
| 2010-2011           | Barcellona          | PD                  | 31         | 3          | CR              | 6               | 0               | UCL                | 12                 | 2                  | SS          | 1           | 0           | 50     | 5      |
| 2011-2012           | Barcellona          | PD                  | 31         | 10         | CR              | 7               | 2               | UCL                | 9                  | 1                  | SS+SU+Cmc   | 2+1+1       | 0+0+1       | 51     | 14     |
| 2012-2013           | Barcellona          | PD                  | 30         | 5          | CR              | 5               | 0               | UCL                | 11                 | 1                  | SS          | 2           | 1           | 48     | 7      |
| 2013-2014           | Barcellona          | PD                  | 30         | 3          | CR              | 5               | 0               | UCL                | 10                 | 1                  | SS          | 2           | 0           | 47     | 4      |
| 2014-2015           | Barcellona          | PD                  | 31         | 2          | CR              | 3               | 0               | UCL                | 10                 | 0                  | -           | -           | -           | 44     | 2      |
| Totale Barcellona   | Totale Barcellona   | Totale Barcellona   | 505        | 58         |                 | 70              | 9               |                    | 170                | 13                 |             | 22          | 5           | 767    | 85     |
| 2015-2016           | Al-Sadd             | QSL                 | 24         | 3          | EQC             | 3               | 0               | ACL 16             | 1                  | 0                  | SQ+CPC      | 1+1         | 0           | 30     | 3      |
| 2016-2017           | Al-Sadd             | QSL                 | 26         | 10         | EQC             | 3               | 0               | ACL 17             | 1                  | 0                  | CPC         | 2           | 0           | 32     | 10     |
| 2017-2018           | Al-Sadd             | QSL                 | 18         | 6          | QSC+EQC         | 0               | 0               | ACL 18             | 7                  | 1                  | SQ+CPC      | 1+2         | 0           | 28     | 7      |
| 2018-2019           | Al-Sadd             | QSL                 | 14         | 2          | QSC+EQC         | 2+3             | 0               | ACL 18+ACL 19      | 4+4                | 0+3                | CPC         | 0           | 0           | 27     | 5      |
| Totale Al-Sadd      | Totale Al-Sadd      | Totale Al-Sadd      | 82         | 21         |                 | 11              | 0               |                    | 17                 | 4                  |             | 7           | 0           | 117    | 25     |
| Totale carriera     | Totale carriera     | Totale carriera     | 648        | 82         |                 | 81              | 9               |                    | 187                | 17                 |             | 29          | 5           | 945    | 113    |

### Cronologia presenze e reti in nazionale
| Cronologia completa delle presenze e delle reti in nazionale ― Spagna | Cronologia completa delle presenze e delle reti in nazionale ― Spagna | Cronologia completa delle presenze e delle reti in nazionale ― Spagna | Cronologia completa delle presenze e delle reti in nazionale ― Spagna | Cronologia completa delle presenze e delle reti in nazionale ― Spagna | Cronologia completa delle presenze e delle reti in nazionale ― Spagna | Cronologia completa delle presenze e delle reti in nazionale ― Spagna | Cronologia completa delle presenze e delle reti in nazionale ― Spagna |
| Data                                                                  | Città                                                                 | In casa                                                               | Risultato                                                             | Ospiti                                                                | Competizione                                                          | Reti                                                                  | Note                                                                  |
| --------------------------------------------------------------------- | --------------------------------------------------------------------- | --------------------------------------------------------------------- | --------------------------------------------------------------------- | --------------------------------------------------------------------- | --------------------------------------------------------------------- | --------------------------------------------------------------------- | --------------------------------------------------------------------- |
| 15-11-2000                                                            | Siviglia                                                              | Spagna                                                                | 1 – 2                                                                 | Paesi Bassi                                                           | Amichevole                                                            | -                                                                     | 61’                                                                   |
| 1-9-2001                                                              | Valencia                                                              | Spagna                                                                | 4 – 0                                                                 | Austria                                                               | Qual. Mondiali 2002                                                   | -                                                                     |                                                                       |
| 13-2-2002                                                             | Barcellona                                                            | Spagna                                                                | 1 – 1                                                                 | Portogallo                                                            | Amichevole                                                            | -                                                                     | 46’                                                                   |
| 7-6-2002                                                              | Jeonju                                                                | Spagna                                                                | 3 – 1                                                                 | Paraguay                                                              | Mondiali 2002 - 1º turno                                              | -                                                                     | 84’                                                                   |
| 12-6-2002                                                             | Daejeon                                                               | Sudafrica                                                             | 2 – 3                                                                 | Spagna                                                                | Mondiali 2002 - 1º turno                                              | -                                                                     |                                                                       |
| 22-6-2002                                                             | Gwangju                                                               | Spagna                                                                | 0 – 0 dts (3 – 5 dtr)                                                 | Corea del Sud                                                         | Mondiali 2002 - Quarti di finale                                      | -                                                                     | 90+3’                                                                 |
| 21-8-2002                                                             | Budapest                                                              | Ungheria                                                              | 1 – 1                                                                 | Spagna                                                                | Amichevole                                                            | -                                                                     |                                                                       |
| 7-9-2002                                                              | Atene                                                                 | Grecia                                                                | 0 – 2                                                                 | Spagna                                                                | Qual. Euro 2004                                                       | -                                                                     | 59’                                                                   |
| 12-10-2002                                                            | Albacete                                                              | Spagna                                                                | 3 – 0                                                                 | Irlanda del Nord                                                      | Qual. Euro 2004                                                       | -                                                                     |                                                                       |
| 16-10-2002                                                            | Logroño                                                               | Spagna                                                                | 0 – 0                                                                 | Paraguay                                                              | Amichevole                                                            | -                                                                     | 46’                                                                   |
| 20-11-2002                                                            | Granada                                                               | Spagna                                                                | 1 – 0                                                                 | Bulgaria                                                              | Amichevole                                                            | -                                                                     | 46’                                                                   |
| 12-2-2003                                                             | Las Palmas                                                            | Spagna                                                                | 3 – 1                                                                 | Germania                                                              | Amichevole                                                            | -                                                                     | 74’                                                                   |
| 29-3-2003                                                             | Kiev                                                                  | Ucraina                                                               | 2 – 2                                                                 | Spagna                                                                | Qual. Euro 2004                                                       | -                                                                     | 66’                                                                   |
| 2-4-2003                                                              | León                                                                  | Spagna                                                                | 3 – 0                                                                 | Armenia                                                               | Qual. Euro 2004                                                       | -                                                                     | 53’                                                                   |
| 6-9-2003                                                              | Guimarães                                                             | Portogallo                                                            | 0 – 3                                                                 | Spagna                                                                | Amichevole                                                            | -                                                                     | 46’                                                                   |
| 10-9-2003                                                             | Elche                                                                 | Spagna                                                                | 2 – 1                                                                 | Ucraina                                                               | Qual. Euro 2004                                                       | -                                                                     | 84’                                                                   |
| 18-2-2004                                                             | Barcellona                                                            | Spagna                                                                | 2 – 1                                                                 | Perù                                                                  | Amichevole                                                            | -                                                                     | 46’                                                                   |
| 28-4-2004                                                             | Genova                                                                | Italia                                                                | 1 – 1                                                                 | Spagna                                                                | Amichevole                                                            | -                                                                     | 46’                                                                   |
| 5-6-2004                                                              | Getafe                                                                | Spagna                                                                | 4 – 0                                                                 | Andorra                                                               | Amichevole                                                            | -                                                                     | 46’                                                                   |
| 9-10-2004                                                             | Santander                                                             | Spagna                                                                | 2 – 0                                                                 | Belgio                                                                | Qual. Mondiali 2006                                                   | -                                                                     | 73’                                                                   |
| 13-10-2004                                                            | Vilnius                                                               | Lituania                                                              | 0 – 0                                                                 | Spagna                                                                | Qual. Mondiali 2006                                                   | -                                                                     | 89’                                                                   |
| 17-11-2004                                                            | Madrid                                                                | Spagna                                                                | 1 – 0                                                                 | Inghilterra                                                           | Amichevole                                                            | -                                                                     |                                                                       |
| 9-2-2005                                                              | Almería                                                               | Spagna                                                                | 5 – 0                                                                 | San Marino                                                            | Qual. Mondiali 2006                                                   | -                                                                     |                                                                       |
| 26-3-2005                                                             | Salamanca                                                             | Spagna                                                                | 3 – 0                                                                 | Cina                                                                  | Amichevole                                                            | 1                                                                     | 46’                                                                   |
| 30-3-2005                                                             | Belgrado                                                              | Serbia e Montenegro                                                   | 0 – 0                                                                 | Spagna                                                                | Qual. Mondiali 2006                                                   | -                                                                     |                                                                       |
| 4-6-2005                                                              | Valencia                                                              | Spagna                                                                | 1 – 0                                                                 | Lituania                                                              | Qual. Mondiali 2006                                                   | -                                                                     |                                                                       |
| 8-6-2005                                                              | Valencia                                                              | Spagna                                                                | 1 – 1                                                                 | Bosnia ed Erzegovina                                                  | Qual. Mondiali 2006                                                   | -                                                                     |                                                                       |
| 17-8-2005                                                             | Gijón                                                                 | Spagna                                                                | 2 – 0                                                                 | Uruguay                                                               | Amichevole                                                            | -                                                                     |                                                                       |
| 3-9-2005                                                              | Santander                                                             | Spagna                                                                | 2 – 1                                                                 | Canada                                                                | Amichevole                                                            | -                                                                     | 74’                                                                   |
| 7-9-2005                                                              | Madrid                                                                | Spagna                                                                | 1 – 1                                                                 | Serbia e Montenegro                                                   | Qual. Mondiali 2006                                                   | -                                                                     |                                                                       |
| 8-10-2005                                                             | Bruxelles                                                             | Belgio                                                                | 0 – 2                                                                 | Spagna                                                                | Qual. Mondiali 2006                                                   | -                                                                     | 82’                                                                   |
| 12-11-2005                                                            | Madrid                                                                | Spagna                                                                | 5 – 1                                                                 | Slovacchia                                                            | Qual. Mondiali 2006                                                   | -                                                                     |                                                                       |
| 16-11-2005                                                            | Bratislava                                                            | Slovacchia                                                            | 1 – 1                                                                 | Spagna                                                                | Qual. Mondiali 2006                                                   | -                                                                     | 74’                                                                   |
| 27-5-2006                                                             | Albacete                                                              | Spagna                                                                | 0 – 0                                                                 | Russia                                                                | Amichevole                                                            | -                                                                     | 46’                                                                   |
| 3-6-2006                                                              | Elche                                                                 | Spagna                                                                | 2 – 0                                                                 | Egitto                                                                | Amichevole                                                            | -                                                                     | 46’                                                                   |
| 7-6-2006                                                              | Ginevra                                                               | Spagna                                                                | 2 – 1                                                                 | Croazia                                                               | Amichevole                                                            | -                                                                     |                                                                       |
| 14-6-2006                                                             | Lipsia                                                                | Spagna                                                                | 4 – 0                                                                 | Ucraina                                                               | Mondiali 2006 - 1º turno                                              | -                                                                     |                                                                       |
| 19-6-2006                                                             | Stoccarda                                                             | Spagna                                                                | 3 – 1                                                                 | Tunisia                                                               | Mondiali 2006 - 1º turno                                              | -                                                                     |                                                                       |
| 23-6-2006                                                             | Kaiserslautern                                                        | Arabia Saudita                                                        | 0 – 1                                                                 | Spagna                                                                | Mondiali 2006 - 1º turno                                              | -                                                                     | 66’                                                                   |
| 27-6-2006                                                             | Hannover                                                              | Spagna                                                                | 1 – 3                                                                 | Francia                                                               | Mondiali 2006 - Ottavi di finale                                      | -                                                                     | 72’                                                                   |
| 6-9-2006                                                              | Belfast                                                               | Irlanda del Nord                                                      | 3 – 2                                                                 | Spagna                                                                | Qual. Euro 2008                                                       | 1                                                                     |                                                                       |
| 7-10-2006                                                             | Solna                                                                 | Svezia                                                                | 2 – 0                                                                 | Spagna                                                                | Qual. Euro 2008                                                       | -                                                                     | 83’                                                                   |
| 11-10-2006                                                            | Murcia                                                                | Spagna                                                                | 2 – 1                                                                 | Argentina                                                             | Amichevole                                                            | 1                                                                     |                                                                       |
| 7-2-2007                                                              | Manchester                                                            | Inghilterra                                                           | 0 – 1                                                                 | Spagna                                                                | Amichevole                                                            | -                                                                     |                                                                       |
| 24-3-2007                                                             | Madrid                                                                | Spagna                                                                | 2 – 1                                                                 | Danimarca                                                             | Qual. Euro 2008                                                       | -                                                                     | 60’                                                                   |
| 28-3-2007                                                             | Palma di Maiorca                                                      | Spagna                                                                | 1 – 0                                                                 | Islanda                                                               | Qual. Euro 2008                                                       | -                                                                     |                                                                       |
| 2-6-2007                                                              | Riga                                                                  | Lettonia                                                              | 0 – 2                                                                 | Spagna                                                                | Qual. Euro 2008                                                       | 1                                                                     | 90+2’                                                                 |
| 22-8-2007                                                             | Salonicco                                                             | Grecia                                                                | 2 – 3                                                                 | Spagna                                                                | Amichevole                                                            | -                                                                     | cap. 70’                                                              |
| 8-9-2007                                                              | Reykjavík                                                             | Islanda                                                               | 1 – 1                                                                 | Spagna                                                                | Qual. Euro 2008                                                       | -                                                                     |                                                                       |
| 12-9-2007                                                             | Oviedo                                                                | Spagna                                                                | 2 – 0                                                                 | Lettonia                                                              | Qual. Euro 2008                                                       | 1                                                                     |                                                                       |
| 13-10-2007                                                            | Aarhus                                                                | Danimarca                                                             | 1 – 3                                                                 | Spagna                                                                | Qual. Euro 2008                                                       | -                                                                     |                                                                       |
| 17-10-2007                                                            | Helsinki                                                              | Finlandia                                                             | 0 – 0                                                                 | Spagna                                                                | Amichevole                                                            | -                                                                     | 46’                                                                   |
| 17-11-2007                                                            | Madrid                                                                | Spagna                                                                | 3 – 0                                                                 | Svezia                                                                | Qual. Euro 2008                                                       | -                                                                     |                                                                       |
| 21-11-2007                                                            | Las Palmas                                                            | Spagna                                                                | 1 – 0                                                                 | Irlanda del Nord                                                      | Qual. Euro 2008                                                       | 1                                                                     | cap. 67’                                                              |
| 6-2-2008                                                              | Malaga                                                                | Spagna                                                                | 1 – 0                                                                 | Francia                                                               | Amichevole                                                            | -                                                                     |                                                                       |
| 26-3-2008                                                             | Elche                                                                 | Spagna                                                                | 1 – 0                                                                 | Italia                                                                | Amichevole                                                            | -                                                                     |                                                                       |
| 31-5-2008                                                             | Huelva                                                                | Spagna                                                                | 2 – 1                                                                 | Perù                                                                  | Amichevole                                                            | -                                                                     | 46’                                                                   |
| 4-6-2008                                                              | Santander                                                             | Spagna                                                                | 1 – 0                                                                 | Stati Uniti                                                           | Amichevole                                                            | 1                                                                     |                                                                       |
| 10-6-2008                                                             | Innsbruck                                                             | Spagna                                                                | 4 – 1                                                                 | Russia                                                                | Euro 2008 - 1º turno                                                  | -                                                                     |                                                                       |
| 14-6-2008                                                             | Innsbruck                                                             | Svezia                                                                | 1 – 2                                                                 | Spagna                                                                | Euro 2008 - 1º turno                                                  | -                                                                     | 58’                                                                   |
| 22-6-2008                                                             | Vienna                                                                | Spagna                                                                | 0 – 0 dts (4 – 2 dtr)                                                 | Italia                                                                | Euro 2008 - Quarti di finale                                          | -                                                                     | 60’                                                                   |
| 26-6-2008                                                             | Vienna                                                                | Russia                                                                | 0 – 3                                                                 | Spagna                                                                | Euro 2008 - Semifinale                                                | 1                                                                     | 68’                                                                   |
| 29-6-2008                                                             | Vienna                                                                | Germania                                                              | 0 – 1                                                                 | Spagna                                                                | Euro 2008 - Finale                                                    | -                                                                     | 2º titolo europeo                                                     |
| 20-8-2008                                                             | Copenaghen                                                            | Danimarca                                                             | 0 – 3                                                                 | Spagna                                                                | Amichevole                                                            | 1                                                                     |                                                                       |
| 6-9-2008                                                              | Murcia                                                                | Spagna                                                                | 1 – 0                                                                 | Bosnia ed Erzegovina                                                  | Qual. Mondiali 2010                                                   | -                                                                     |                                                                       |
| 10-9-2008                                                             | Albacete                                                              | Spagna                                                                | 4 – 0                                                                 | Armenia                                                               | Qual. Mondiali 2010                                                   | -                                                                     | 73’                                                                   |
| 11-10-2008                                                            | Tallinn                                                               | Estonia                                                               | 0 – 3                                                                 | Spagna                                                                | Qual. Mondiali 2010                                                   | -                                                                     |                                                                       |
| 15-10-2008                                                            | Bruxelles                                                             | Belgio                                                                | 1 – 2                                                                 | Spagna                                                                | Qual. Mondiali 2010                                                   | -                                                                     |                                                                       |
| 19-11-2008                                                            | Vila-real                                                             | Spagna                                                                | 3 – 0                                                                 | Cile                                                                  | Amichevole                                                            | -                                                                     | 54’ 71’                                                               |
| 11-2-2009                                                             | Siviglia                                                              | Spagna                                                                | 2 – 0                                                                 | Inghilterra                                                           | Amichevole                                                            | -                                                                     | 84’                                                                   |
| 28-3-2009                                                             | Madrid                                                                | Spagna                                                                | 1 – 0                                                                 | Turchia                                                               | Qual. Mondiali 2010                                                   | -                                                                     |                                                                       |
| 1-4-2009                                                              | Istanbul                                                              | Turchia                                                               | 1 – 2                                                                 | Spagna                                                                | Qual. Mondiali 2010                                                   | -                                                                     | 45’                                                                   |
| 9-6-2009                                                              | Baku                                                                  | Azerbaigian                                                           | 0 – 6                                                                 | Spagna                                                                | Amichevole                                                            | -                                                                     | 46’                                                                   |
| 14-6-2009                                                             | Rustenburg                                                            | Nuova Zelanda                                                         | 0 – 5                                                                 | Spagna                                                                | Conf. Cup 2009 - 1º turno                                             | -                                                                     | 54’                                                                   |
| 17-6-2009                                                             | Bloemfontein                                                          | Spagna                                                                | 1 – 0                                                                 | Iraq                                                                  | Conf. Cup 2009 - 1º turno                                             | -                                                                     | 82’                                                                   |
| 20-6-2009                                                             | Bloemfontein                                                          | Spagna                                                                | 2 – 0                                                                 | Sudafrica                                                             | Conf. Cup 2009 - 1º turno                                             | -                                                                     |                                                                       |
| 24-6-2009                                                             | Bloemfontein                                                          | Spagna                                                                | 0 – 2                                                                 | Stati Uniti                                                           | Conf. Cup 2009 - Semifinale                                           | -                                                                     |                                                                       |
| 12-8-2009                                                             | Skopje                                                                | Macedonia                                                             | 2 – 3                                                                 | Spagna                                                                | Amichevole                                                            | -                                                                     | 30’ 71’                                                               |
| 5-9-2009                                                              | La Coruña                                                             | Spagna                                                                | 5 – 0                                                                 | Belgio                                                                | Qual. Mondiali 2010                                                   | -                                                                     | 70’                                                                   |
| 9-9-2009                                                              | Mérida                                                                | Spagna                                                                | 3 – 0                                                                 | Estonia                                                               | Qual. Mondiali 2010                                                   | -                                                                     |                                                                       |
| 10-10-2009                                                            | Erevan                                                                | Armenia                                                               | 1 – 2                                                                 | Spagna                                                                | Qual. Mondiali 2010                                                   | -                                                                     | cap.                                                                  |
| 14-11-2009                                                            | Madrid                                                                | Spagna                                                                | 2 – 1                                                                 | Argentina                                                             | Amichevole                                                            | -                                                                     | 61’                                                                   |
| 18-11-2009                                                            | Vienna                                                                | Austria                                                               | 1 – 5                                                                 | Spagna                                                                | Amichevole                                                            | -                                                                     | 46’                                                                   |
| 3-3-2010                                                              | Saint-Denis                                                           | Francia                                                               | 0 – 2                                                                 | Spagna                                                                | Amichevole                                                            | -                                                                     | 46’                                                                   |
| 29-5-2010                                                             | Innsbruck                                                             | Spagna                                                                | 3 – 2                                                                 | Arabia Saudita                                                        | Amichevole                                                            | -                                                                     | 75’                                                                   |
| 3-6-2010                                                              | Innsbruck                                                             | Spagna                                                                | 1 – 0                                                                 | Corea del Sud                                                         | Amichevole                                                            | -                                                                     | 58’                                                                   |
| 8-6-2010                                                              | Murcia                                                                | Spagna                                                                | 6 – 0                                                                 | Polonia                                                               | Amichevole                                                            | -                                                                     | 56’                                                                   |
| 16-6-2010                                                             | Durban                                                                | Spagna                                                                | 0 – 1                                                                 | Svizzera                                                              | Mondiali 2010 - 1º turno                                              | -                                                                     |                                                                       |
| 21-6-2010                                                             | Johannesburg                                                          | Spagna                                                                | 2 – 0                                                                 | Honduras                                                              | Mondiali 2010 - 1º turno                                              | -                                                                     | 65’                                                                   |
| 25-6-2010                                                             | Pretoria                                                              | Cile                                                                  | 1 – 2                                                                 | Spagna                                                                | Mondiali 2010 - 1º turno                                              | -                                                                     |                                                                       |
| 29-6-2010                                                             | Città del Capo                                                        | Spagna                                                                | 1 – 0                                                                 | Portogallo                                                            | Mondiali 2010 - Ottavi di finale                                      | -                                                                     |                                                                       |
| 3-7-2010                                                              | Johannesburg                                                          | Spagna                                                                | 1 – 0                                                                 | Paraguay                                                              | Mondiali 2010 - Quarti di finale                                      | -                                                                     |                                                                       |
| 7-7-2010                                                              | Durban                                                                | Germania                                                              | 0 – 1                                                                 | Spagna                                                                | Mondiali 2010 - Semifinale                                            | -                                                                     |                                                                       |
| 11-7-2010                                                             | Johannesburg                                                          | Paesi Bassi                                                           | 0 – 1                                                                 | Spagna                                                                | Mondiali 2010 - Finale                                                | -                                                                     | 120’ 1º titolo mondiale                                               |
| 11-8-2010                                                             | Città del Messico                                                     | Messico                                                               | 1 – 1                                                                 | Spagna                                                                | Amichevole                                                            | -                                                                     | 61’                                                                   |
| 3-9-2010                                                              | Vaduz                                                                 | Liechtenstein                                                         | 0 – 4                                                                 | Spagna                                                                | Qual. Euro 2012                                                       | -                                                                     | 46’                                                                   |
| 7-9-2010                                                              | Buenos Aires                                                          | Argentina                                                             | 4 – 1                                                                 | Spagna                                                                | Amichevole                                                            | -                                                                     | 56’                                                                   |
| 17-11-2010                                                            | Lisbona                                                               | Portogallo                                                            | 4 – 0                                                                 | Spagna                                                                | Amichevole                                                            | -                                                                     | 46’                                                                   |
| 9-2-2011                                                              | Madrid                                                                | Spagna                                                                | 1 – 0                                                                 | Colombia                                                              | Amichevole                                                            | -                                                                     | 56’                                                                   |
| 25-3-2011                                                             | Granada                                                               | Spagna                                                                | 2 – 1                                                                 | Rep. Ceca                                                             | Qual. Euro 2012                                                       | -                                                                     |                                                                       |
| 29-3-2011                                                             | Kaunas                                                                | Lituania                                                              | 1 – 3                                                                 | Spagna                                                                | Qual. Euro 2012                                                       | 1                                                                     |                                                                       |
| 2-9-2011                                                              | San Gallo                                                             | Spagna                                                                | 3 – 2                                                                 | Cile                                                                  | Amichevole                                                            | -                                                                     | 64’                                                                   |
| 6-9-2011                                                              | Logroño                                                               | Spagna                                                                | 6 – 0                                                                 | Liechtenstein                                                         | Qual. Euro 2012                                                       | 1                                                                     | 46’                                                                   |
| 7-10-2011                                                             | Praga                                                                 | Rep. Ceca                                                             | 0 – 2                                                                 | Spagna                                                                | Qual. Euro 2012                                                       | -                                                                     |                                                                       |
| 11-10-2011                                                            | Alicante                                                              | Spagna                                                                | 3 – 1                                                                 | Scozia                                                                | Qual. Euro 2012                                                       | -                                                                     | cap. 63’                                                              |
| 12-11-2011                                                            | Londra                                                                | Inghilterra                                                           | 1 – 0                                                                 | Spagna                                                                | Amichevole                                                            | -                                                                     | 46’                                                                   |
| 15-11-2011                                                            | San José                                                              | Costa Rica                                                            | 2 – 2                                                                 | Spagna                                                                | Amichevole                                                            | -                                                                     | 46’                                                                   |
| 29-2-2012                                                             | Malaga                                                                | Spagna                                                                | 5 – 0                                                                 | Venezuela                                                             | Amichevole                                                            | -                                                                     | 60’                                                                   |
| 3-6-2012                                                              | Siviglia                                                              | Spagna                                                                | 1 – 0                                                                 | Cina                                                                  | Amichevole                                                            | -                                                                     | 46’                                                                   |
| 10-6-2012                                                             | Danzica                                                               | Spagna                                                                | 1 – 1                                                                 | Italia                                                                | Euro 2012 - 1º turno                                                  | -                                                                     |                                                                       |
| 14-6-2012                                                             | Danzica                                                               | Spagna                                                                | 4 – 0                                                                 | Irlanda                                                               | Euro 2012 - 1º turno                                                  | -                                                                     |                                                                       |
| 18-6-2012                                                             | Danzica                                                               | Croazia                                                               | 0 – 1                                                                 | Spagna                                                                | Euro 2012 - 1º turno                                                  | -                                                                     | 89’                                                                   |
| 23-6-2012                                                             | Donec'k                                                               | Spagna                                                                | 2 – 0                                                                 | Francia                                                               | Euro 2012 - Quarti di finale                                          | -                                                                     |                                                                       |
| 27-6-2012                                                             | Donec'k                                                               | Spagna                                                                | 0 – 0 dts (4 – 2 dtr)                                                 | Portogallo                                                            | Euro 2012 - Semifinali                                                | -                                                                     | 87’                                                                   |
| 1-7-2012                                                              | Kiev                                                                  | Italia                                                                | 0 – 4                                                                 | Spagna                                                                | Euro 2012 - Finale                                                    | -                                                                     | 3º titolo europeo                                                     |
| 7-9-2012                                                              | Pontevedra                                                            | Spagna                                                                | 5 – 0                                                                 | Arabia Saudita                                                        | Amichevole                                                            | 1                                                                     | 45’                                                                   |
| 11-9-2012                                                             | Tbilisi                                                               | Georgia                                                               | 0 – 1                                                                 | Spagna                                                                | Qual. Mondiali 2014                                                   | -                                                                     |                                                                       |
| 12-10-2012                                                            | Minsk                                                                 | Bielorussia                                                           | 0 – 4                                                                 | Spagna                                                                | Qual. Mondiali 2014                                                   | -                                                                     | 76’                                                                   |
| 16-10-2012                                                            | Madrid                                                                | Spagna                                                                | 1 – 1                                                                 | Francia                                                               | Qual. Mondiali 2014                                                   | -                                                                     |                                                                       |
| 26-3-2013                                                             | Saint-Denis                                                           | Francia                                                               | 0 – 1                                                                 | Spagna                                                                | Qual. Mondiali 2014                                                   | -                                                                     | cap.                                                                  |
| 8-6-2013                                                              | Miami Gardens                                                         | Spagna                                                                | 2 – 1                                                                 | Haiti                                                                 | Amichevole                                                            | -                                                                     | 73’                                                                   |
| 12-6-2013                                                             | New York                                                              | Spagna                                                                | 2 – 0                                                                 | Irlanda                                                               | Amichevole                                                            | -                                                                     | cap. 69’                                                              |
| 17-6-2013                                                             | Recife                                                                | Spagna                                                                | 2 – 1                                                                 | Uruguay                                                               | Conf. Cup 2013 - 1º turno                                             | -                                                                     | 77’                                                                   |
| 23-6-2013                                                             | Fortaleza                                                             | Nigeria                                                               | 0 – 3                                                                 | Spagna                                                                | Conf. Cup 2013 - 1º turno                                             | -                                                                     | cap.                                                                  |
| 27-6-2013                                                             | Fortaleza                                                             | Spagna                                                                | 0 – 0 dts (7 – 6 dtr)                                                 | Italia                                                                | Conf. Cup 2013 - Semifinali                                           | -                                                                     |                                                                       |
| 30-6-2013                                                             | Rio de Janeiro                                                        | Brasile                                                               | 3 – 0                                                                 | Spagna                                                                | Conf. Cup 2013 - Finale                                               | -                                                                     |                                                                       |
| 6-9-2013                                                              | Helsinki                                                              | Finlandia                                                             | 0 – 2                                                                 | Spagna                                                                | Qual. Mondiali 2014                                                   | -                                                                     |                                                                       |
| 10-9-2013                                                             | Ginevra                                                               | Spagna                                                                | 2 – 2                                                                 | Cile                                                                  | Amichevole                                                            | -                                                                     | cap. 46’                                                              |
| 11-10-2013                                                            | Palma di Maiorca                                                      | Spagna                                                                | 2 – 1                                                                 | Bielorussia                                                           | Qual. Mondiali 2014                                                   | 1                                                                     | cap.                                                                  |
| 15-10-2013                                                            | Albacete                                                              | Spagna                                                                | 2 – 0                                                                 | Georgia                                                               | Qual. Mondiali 2014                                                   | -                                                                     | 66’                                                                   |
| 30-5-2014                                                             | Siviglia                                                              | Spagna                                                                | 2 – 0                                                                 | Bolivia                                                               | Amichevole                                                            | -                                                                     | cap. 61’                                                              |
| 7-6-2014                                                              | Landover                                                              | El Salvador                                                           | 0 – 2                                                                 | Spagna                                                                | Amichevole                                                            | -                                                                     | 74’                                                                   |
| 13-6-2014                                                             | Salvador                                                              | Spagna                                                                | 1 – 5                                                                 | Paesi Bassi                                                           | Mondiali 2014 - 1º turno                                              | -                                                                     |                                                                       |
| Totale                                                                |                                                                       | Presenze (4º posto)                                                   | 133                                                                   |                                                                       | Reti (21º posto)                                                      | 13                                                                    |                                                                       |

| Cronologia completa delle presenze e delle reti in nazionale ― Catalogna | Cronologia completa delle presenze e delle reti in nazionale ― Catalogna | Cronologia completa delle presenze e delle reti in nazionale ― Catalogna | Cronologia completa delle presenze e delle reti in nazionale ― Catalogna | Cronologia completa delle presenze e delle reti in nazionale ― Catalogna | Cronologia completa delle presenze e delle reti in nazionale ― Catalogna | Cronologia completa delle presenze e delle reti in nazionale ― Catalogna | Cronologia completa delle presenze e delle reti in nazionale ― Catalogna |
| Data                                                                     | Città                                                                    | In casa                                                                  | Risultato                                                                | Ospiti                                                                   | Competizione                                                             | Reti                                                                     | Note                                                                     |
| ------------------------------------------------------------------------ | ------------------------------------------------------------------------ | ------------------------------------------------------------------------ | ------------------------------------------------------------------------ | ------------------------------------------------------------------------ | ------------------------------------------------------------------------ | ------------------------------------------------------------------------ | ------------------------------------------------------------------------ |
| 22-12-1998                                                               | Barcellona                                                               | Catalogna                                                                | 5 – 0                                                                    | Nigeria                                                                  | Amichevole                                                               | -                                                                        | Ingresso                                                                 |
| 23-12-1999                                                               | Barcellona                                                               | Catalogna                                                                | 1 – 0                                                                    | Jugoslavia                                                               | Amichevole                                                               | -                                                                        | Ingresso                                                                 |
| 22-12-2000                                                               | Barcellona                                                               | Catalogna                                                                | 5 – 0                                                                    | Lituania                                                                 | Amichevole                                                               | 1                                                                        | Ingresso                                                                 |
| 29-12-2001                                                               | Barcellona                                                               | Catalogna                                                                | 1 – 0                                                                    | Cile                                                                     | Amichevole                                                               | -                                                                        | 52’                                                                      |
| 28-12-2002                                                               | Barcellona                                                               | Catalogna                                                                | 2 – 0                                                                    | Cina                                                                     | Amichevole                                                               | -                                                                        |                                                                          |
| 28-12-2003                                                               | Barcellona                                                               | Catalogna                                                                | 4 – 2                                                                    | Ecuador                                                                  | Amichevole                                                               | 1                                                                        |                                                                          |
| 29-12-2007                                                               | Bilbao                                                                   | Paesi Baschi                                                             | 1 – 1                                                                    | Catalogna                                                                | Amichevole                                                               | -                                                                        | 65’                                                                      |
| 22-12-2009                                                               | Barcellona                                                               | Catalogna                                                                | 4 – 2                                                                    | Argentina                                                                | Trofeu Catalunya Internacional                                           | -                                                                        | 57’                                                                      |
| 30-12-2011                                                               | Barcellona                                                               | Catalogna                                                                | 0 – 0                                                                    | Tunisia                                                                  | Trofeu Catalunya Internacional                                           | -                                                                        | 46’                                                                      |
| 2-1-2013                                                                 | Barcellona                                                               | Catalogna                                                                | 1 – 1                                                                    | Nigeria                                                                  | Amichevole                                                               | -                                                                        |                                                                          |
| 28-12-2014                                                               | Bilbao                                                                   | Paesi Baschi                                                             | 1 – 1                                                                    | Catalogna                                                                | Amichevole                                                               | -                                                                        | 60’                                                                      |
| 28-12-2016                                                               | Girona                                                                   | Catalogna                                                                | 3 – 3                                                                    | Tunisia                                                                  | Amichevole                                                               | -                                                                        | 75’                                                                      |
| Totale                                                                   |                                                                          | Presenze                                                                 | 12                                                                       |                                                                          | Reti                                                                     | 2                                                                        |                                                                          |

### Record
- Calciatore del Barcellona con più presenze in Champions League (157).[77]
- Calciatore del Barcellona con più presenze nelle competizioni UEFA per club (173).[78]
- Calciatore del Barcellona con il maggior numero di Champions League vinte (4), a pari merito con Andrés Iniesta e Lionel Messi.[79]

### Statistiche da allenatore
Statistiche aggiornate al 26 maggio 2024. In grassetto le competizioni vinte.
| Stagione          | Squadra           | Campionato        | Campionato | Campionato | Campionato | Campionato | Coppe nazionali | Coppe nazionali | Coppe nazionali | Coppe nazionali | Coppe nazionali | Coppe continentali | Coppe continentali | Coppe continentali | Coppe continentali | Coppe continentali | Altre coppe | Altre coppe | Altre coppe | Altre coppe | Altre coppe | Totale | Totale | Totale | Totale | % Vittorie | Piazzamento |
| Stagione          | Squadra           | Comp              | G          | V          | N          | P          | Comp            | G               | V               | N               | P               | Comp               | G                  | V                  | N                  | P                  | Comp        | G           | V           | N           | P           | G      | V      | N      | P      | %          | Piazzamento |
| ----------------- | ----------------- | ----------------- | ---------- | ---------- | ---------- | ---------- | --------------- | --------------- | --------------- | --------------- | --------------- | ------------------ | ------------------ | ------------------ | ------------------ | ------------------ | ----------- | ----------- | ----------- | ----------- | ----------- | ------ | ------ | ------ | ------ | ---------- | ----------- |
| 2019-2020         | Al-Sadd           | QSL               | 22         | 14         | 3          | 5          | QSC+EQC         | 6+4             | 2+3             | 2+1             | 2+0             | ACL                | 6                  | 3                  | 1                  | 2                  | SQ+CmC+QC   | 1+3+2       | 1+1+2       | 0+0+0       | 0+2+0       | 44     | 26     | 7      | 11     | 59,09      | 3º          |
| 2020-2021         | Al-Sadd           | QSL               | 22         | 19         | 3          | 0          | QSC+EQC         | 4+4             | 1+3             | 0+1             | 3+0             | ACL                | 7                  | 2                  | 3                  | 2                  | QC          | 2           | 2           | 0           | 0           | 39     | 27     | 7      | 5      | 69,23      | 1º          |
| lug.-nov. 2021    | Al-Sadd           | QSL               | 9          | 8          | 1          | 0          | QSC+EQC         | 0+0             | 0               | 0               | 0               | ACL                | 6                  | 3                  | 1                  | 2                  | -           | -           | -           | -           | -           | 15     | 11     | 2      | 2      | 73,33      | Resc. cons. |
| Totale Al-Sadd    | Totale Al-Sadd    | Totale Al-Sadd    | 53         | 41         | 7          | 5          |                 | 18              | 9               | 4               | 5               |                    | 19                 | 8                  | 5                  | 6                  |             | 8           | 6           | 0           | 2           | 98     | 64     | 16     | 18     | 65,31      |             |
| nov. 2021-2022    | Barcellona        | PD                | 26         | 17         | 5          | 4          | CR              | 2               | 1               | 0               | 1               | UCL+UEL            | 2+6                | 0+2                | 1+3                | 1+1                | SS          | 1           | 0           | 0           | 1           | 37     | 20     | 9      | 8      | 54,05      | Sub. 2º     |
| 2022-2023         | Barcellona        | PD                | 38         | 28         | 4          | 6          | CR              | 5               | 4               | 0               | 1               | UCL+UEL            | 6+2                | 2+0                | 1+1                | 3+1                | SS          | 2           | 1           | 1           | 0           | 53     | 35     | 7      | 11     | 66,04      | 1º          |
| 2023-2024         | Barcellona        | PD                | 38         | 26         | 7          | 5          | CR              | 3               | 2               | 0               | 1               | UCL                | 10                 | 6                  | 1                  | 3                  | SS          | 2           | 1           | 0           | 1           | 53     | 35     | 8      | 10     | 66,04      | 2º          |
| Totale Barcellona | Totale Barcellona | Totale Barcellona | 102        | 71         | 16         | 15         |                 | 10              | 7               | 0               | 3               |                    | 26                 | 10                 | 7                  | 9                  |             | 5           | 2           | 1           | 2           | 143    | 90     | 24     | 29     | 62,94      |             |
| Totale carriera   | Totale carriera   | Totale carriera   | 147        | 108        | 21         | 18         |                 | 26              | 15              | 4               | 7               |                    | 44                 | 18                 | 11                 | 15                 |             | 14          | 8           | 2           | 4           | 231    | 149    | 38     | 44     | 64,50      |             |

## Palmarès

### Giocatore

#### Club

##### Competizioni nazionali
- Campionato spagnolo: 8

Barcellona: 1998-1999, 2004-2005, 2005-2006, 2008-2009, 2009-2010, 2010-2011, 2012-2013, 2014-2015
- Supercoppa di Spagna: 6

Barcellona: 2005, 2006, 2009, 2010, 2011, 2013
- Coppa di Spagna: 3

Barcellona: 2008-2009, 2011-2012, 2014-2015
- Coppa dell'Emiro del Qatar: 1

Al-Sadd: 2017
- Coppa di Qatar: 1

Al-Sadd: 2017
- Coppa dello Sceicco Jassem: 1

Al-Sadd: 2017
- Campionato qatariota: 1

Al-Sadd: 2018-2019

##### Competizioni internazionali
- UEFA Champions League: 4

Barcellona: 2005-2006, 2008-2009, 2010-2011, 2014-2015
- Supercoppa UEFA: 2

Barcellona: 2009, 2011
- Coppa del mondo per club: 2

Barcellona: 2009, 2011

#### Nazionale

##### Competizioni giovanili ed olimpiche
- Campionato mondiale Under-20: 1

Nigeria 1999
- Argento olimpico: 1

Sydney 2000

##### Competizioni maggiori
- Campionato d'Europa: 2

Austria-Svizzera 2008, Polonia-Ucraina 2012
- Campionato mondiale: 1

Sudafrica 2010

#### Individuale
- Premio Don Balón: 2

Giocatore rivelazione: 1998-1999
Miglior calciatore spagnolo: 2004-2005
- FIFA FIFPro World XI: 6

2008, 2009, 2010, 2011, 2012, 2013
- Squadra dell'anno UEFA: 5

2008, 2009, 2010, 2011, 2012
- Miglior giocatore del campionato europeo: 1

Austria-Svizzera 2008
- Squadra del torneo del campionato europeo: 2

Austria-Svizzera 2008, Polonia-Ucraina 2012
- Costruttore di gioco dell'anno IFFHS: 4

2008, 2009, 2010, 2011
- ESM Team of the Year: 3

2008-2009, 2010-2011, 2011-2012
- Miglior centrocampista della Liga spagnola: 3

2008-2009, 2009-2010, 2010-2011
- Man of the Match della finale UEFA Champions League: 1

2009
- UEFA Club Football Awards: 1

Miglior centrocampista: 2009
- Calciatore dell'anno World Soccer: 1

2009-2010
- All-Star Team dei Mondiali: 1

Sudafrica 2010
- Global Player of the Year ESPN: 1

2010
- Miglior sportivo spagnolo El Mundo Deportivo: 1

2010
- Onze di bronzo: 1

2011
- Premio Bulgarelli Number 8: 1

2012
- Globe Soccer Awards: 1

Premio alla carriera sportiva: 2013
- All-Time XI dell'Europeo Under-21: 1

2015
- Inserito nel Dream Team del Pallone d'oro (2020)

### Allenatore
- Coppa dello Sceicco Jassem: 1

Al-Sadd: 2019
- Coppa delle Stelle del Qatar: 1

Al-Sadd: 2019-2020
- Coppa di Qatar: 2

Al-Sadd: 2020, 2021
- Coppa dell'Emiro del Qatar: 2

Al-Sadd: 2020, 2021
- Campionato qatariota: 1

Al-Sadd: 2020-2021
- Supercoppa di Spagna: 1

Barcellona: 2023
- Campionato spagnolo: 1

Barcellona: 2022-2023